# Elaphe davidi
Elaphe davidi — вид змій родини полозових (Colubridae). 

## Назва
Вид названо на честь французького зоолога Армана Давида (1826-1900).

## Поширення
Поширений на північному сході Китаю та у Північній Кореї. 

## Опис
Тіло — завдовжки 90-120 см.